# 周成賀
周成賀（韓語：주성하，1975年—），北韓記者，他由於遭到該國政府的政治迫害而逃亡到南韓。現時，他是《東亞日報》的記者。

## 經歷
周成賀出生於北韓，並在金日成綜合大學畢業。其後，他獲政府分配到報社當記者。隨後，他又被送到集中營。1998年，已經獲釋的他決定逃離北韓，並從中國抵達南韓。2002年，他取得南韓國籍，並在次年加入《東亞日報》。由於周成賀對北韓有較深厚的認識，在2009年起，他專門負責與該國相關的新聞。此外，他還開設講述他在北韓時的生活點滴和分析北韓現況的網誌。
2018年，著有《平壤資本主義百科全書（평양 자본주의 백과전서）》。

## 資料來源
1. ↑  .   [2013-09-24]. （原始内容存档于2016-03-10）.

## 外部連結
- 周成賀網誌 （页面存档备份，存于）
- YouTube上的周成賀頻道